# Helmut Behrendt (Politiker)
Helmut Reinhold Behrendt (* 11. April 1948 in Lübs) ist ein deutscher Kommunalpolitiker (FDP). Er war von 1990 bis 2012 Bürgermeister der Stadt Zerbst/Anhalt. 

## Leben
Behrendt schloss 1966 eine Lehre als Maurer ab und arbeitete später als Lehrausbilder und danach als Ingenieurpädagoge für das Bauwesen. In der DDR war er seit April 1970 Mitglied der LDPD und kam nach der Wiedervereinigung zur FDP. Vom 30. Mai 1990 bis zum 30. Juni 2012 war er Bürgermeister der Kreisstadt Zerbst. 1994, 2001 und 2008 wurde er jeweils für sieben Jahre in seinem Amt bestätigt. 2008 erhielt er gegen fünf Mitbewerber im ersten Wahlgang über 67 Prozent der Stimmen. 